# 동부군구
동부군구는 이집트의 군관구 중 하나이다.

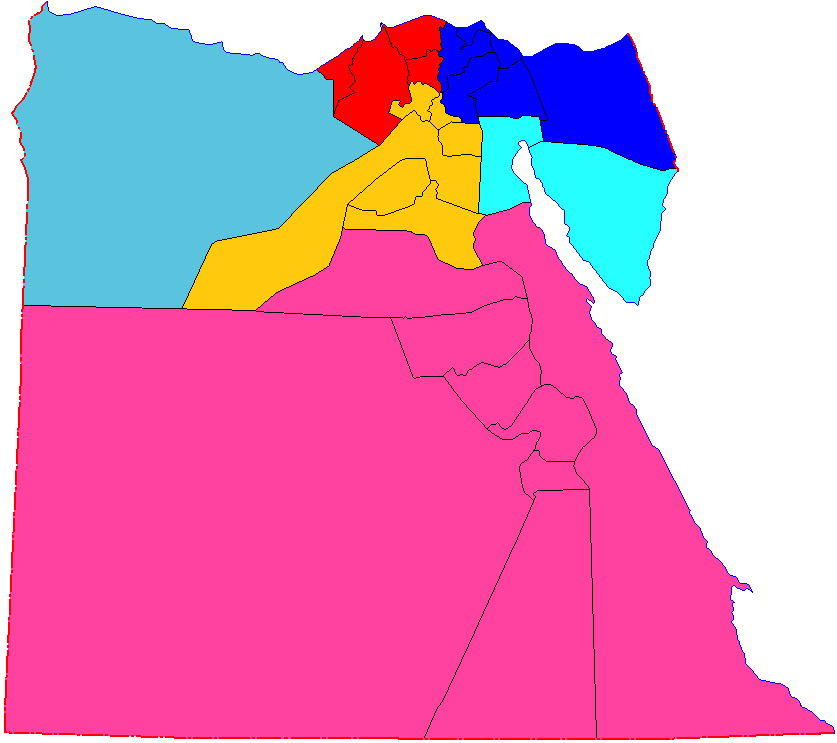
동부군구 (파란색)

이집트의 군관구는 제2군, 제3군, 북부군구, 서부군구, 남부군구, 동부군구, 중앙군구가 있다.

## 통솔 구역
포트사이드주와 샤말시나주 일대를 통솔한다.